# Colectiva Co
Colectiva Co, también conocida como COCO, es una colectiva de mujeres, artistas contemporáneas uruguayas y feministas, que trabaja desde las ciudades de Montevideo (Uruguay) y Madrid (España). El colectivo, que se fundó a finales de 2016, está integrado por las artistas: María Mascaró, Natalia de León y Catalina Bunge, las tres son miembros fundadores. El colectivo tiene como objetivos reflexionar, activar el diálogo y producir acciones en el marco del arte contemporáneo latinoamericano con una mirada de género.

## Historia

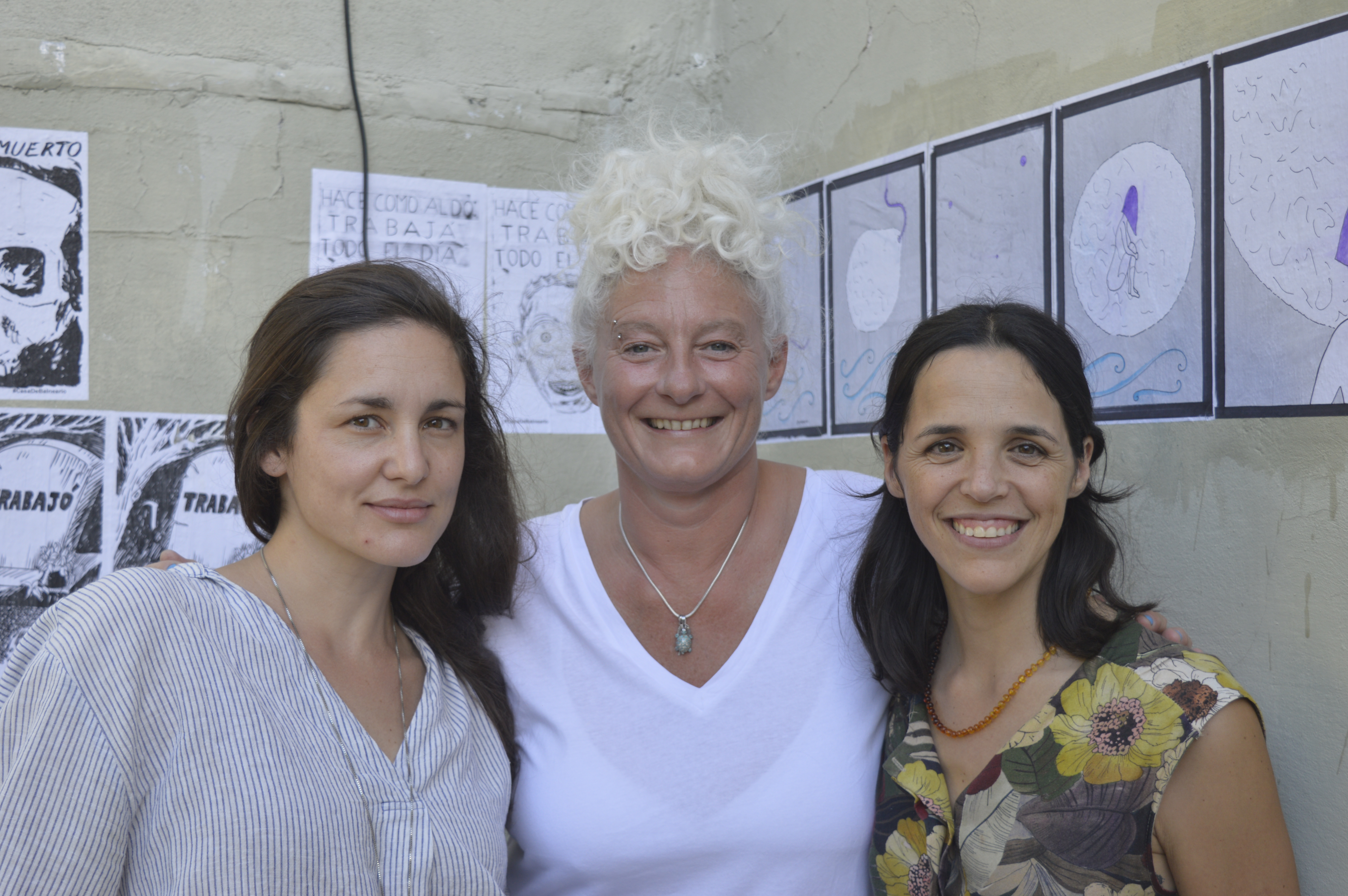
Fundadoras e integrantes de COCOː Natalia de León, María Mascaró y Catalina Bunge.

El colectivo se formó cuando las artistas se conocieron en la Fundación de Arte Contemporáneo (FAC) de Montevideo. A partir de un marcado interés y preocupación por la visibilización de las mujeres del arte uruguayo, entre otros intereses comunes, decidieron formar el colectivo. En un primer momento también estuvo integrado por la artista uruguaya Lucía Ehrlich.

## Acciones

### Archivo X
Archivo X es una acción-investigación y archivo online que busca identificar, recopilar, difundir y, en última instancia, visibilizar artistas disidentes respecto de una historia del arte nacional y patriarcal, dominada por el canon artístico europeo-norteamericano. Cabe destacar que el archivo es abierto y colaborativo, al cual las distintas personas pueden sumar contenidos y referencias sobre artistas disidentes uruguayos y/o que estén establecidos en el país. Además, es de acceso libre y gratuito.

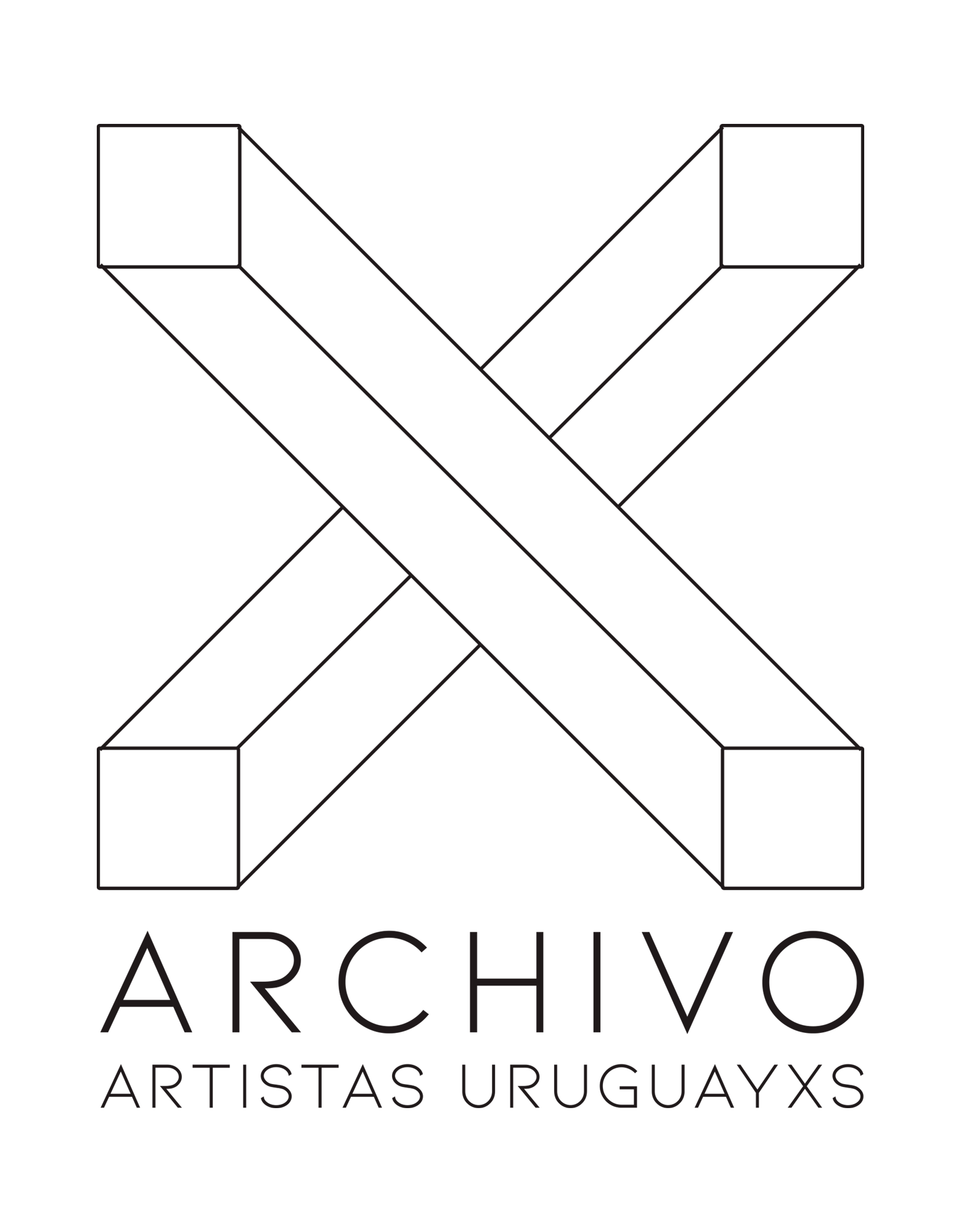
Logo del proyecto Archivo X de Colectiva Co.

Detrás de este archivo hay una investigación de carácter político, cultural, educativo y social, cuyo objetivo es recorrer la historia del arte uruguayo desde una mirada crítica, interrogando las formas y relatos que construyen la historia del arte del Uruguay, observando especialmente las desigualdades de género que se evidencian. Dado que no hay una investigación sistematizada del campo del arte local desde una perspectiva de género, la investigación fue más bien azarosa, heterogénea y rizomática. Algunos datos interesantes que arroja esta investigación son:
- El Museo Nacional de Artes Visuales (MNAV), creado en 1911, incorpora a su colección una artista mujer por primera vez en 1932, y en 1937 incluye a seis mujeres más a partir de su participación en el Premio Nacional de Artes Visuales. Desde su creación y hasta 2016 hubo 174 muestras individuales, de las cuales solamente 30 fueron de artistas mujeres, realizadas recién a partir de 1985. El acervo del museo cuenta con un total de 957 artistas, del cual solamente el 12 % (118) son mujeres. Desde su fundación, la dirección del museo fue ejercida por hombres y una sola mujer, Jacqueline Lacasa (1,85 % del tiempo total, entre 2007 y 2009).

- La participación en la Bienal de Venecia desde 1960 a 2019 se compone de cuarenta y cinco artistas en total, incluyendo solamente a cinco mujeres (11 %) y la participación de tres de ellas fue compartiendo el Pabellón de Uruguay en la Bienal de Venecia con artistas varones.

- El Premio Figari, entregado por el Banco Central del Uruguay, el Museo Figari y la Dirección Nacional de Cultura (DNC) del Ministerio de Educación y Cultura (MEC), fue entregado a 56 artistas, solo 12 eran mujeres (21 %) y los jurados estuvieron compuesto por 58 hombres y 23 mujeres.

- El Premio Paul Cézanne, entregado por el MEC y la Embajada de Francia en Uruguay desde 1982, fue otorgado a 19 artistas, de los cuales solo 7 fueron mujeres.

- El Premio Nacional de Artes Visuales entregado por el MEC desde 1937, ha premiado únicamente a un 14 % de identidades disidentes.

En términos generales, esta investigación, que continúa abierta, en desarrollo y nutriéndose, devela un panorama de la historia del arte uruguayo misógino, homofóbico, clasista, transfóbico, racista e imperialista, en cuanto a los mecanismos de construcción de un relato hegemónico. Así como un imaginario artístico asociado a identidades masculinas, de clase media alta y blanca, que toma como canon artístico el europeo y norteamericano.

### Exposiciones

#### Ascendencia, Descendencia
Proyecto curatorial curado por Catalina Bunge, que reflexiona sobre la construcción de la identidad a partir de los lazos de sangre y las relaciones familiares en el contexto actual. La exposición integraba escultura-instalación, video-instalación y fotografía, de 7 artistas mujeres uruguayas: Lucía Ehrlich (1989, Montevideo), Natalia de León (1983, Montevideo), María Mascaró (1971, Montevideo), Carolina Sobrino (1969, Montevideo), Jessie Young (1983, Montevideo), Pia D’Andrea (1985, Montevideo) e Ina López (1992, Montevideo). La muestra fue expuesta tanto a nivel nacional como internacional en los siguientes espacios:
- The Crypt Gallery, Londres, Inglaterra, junio-julio de 2017.[5]
- Embajada de Uruguay en París, Francia, julio de 2017.
- SOA Arte Contemporáneo, Montevideo, Uruguay, diciembre 2017-febrero 2018.[6][7]
- Centro Cultural Kavlin, Maldonado, Uruguay, marzo de 2019.[8]

La muestra contó con el apoyo de la embajada de Uruguay en París y en Londres, y fue declarada de interés por el MEC y la Intendencia de Montevideo (IM).

#### Atlas X
La muestra Atlas X es una cartografía rizomática que surge de las investigaciones llevadas a cabo en el marco del proyecto Archivo X. A través de la misma se exponen las desigualdades de género en la construcción de la historia del arte en Uruguay. Se trata de un dispositivo abierto a lecturas no lineales e intuitivas para propiciar una mirada crítica respecto de la creación artística. La exposición se llevó a cabo en el Café Sésamo, en Ciudad Vieja, Montevideo, Uruguay, en agosto de 2019. En la misma participaron Menta e Irene, Sofía Larreborges, Emma Young y Noel de León.

#### Iletrdxs
Instalación realizada por COCO en el marco de la XII Bienal del Mercosur, curada por la historiadora del arte y crítica argentina Andrea Giunta. Dicha edición de la bienal actuó bajo el lema: Femenino(s). Visualidades, acciones y afectos, y fue realizada en formato online -debido a la pandemia por coronavirus- y en la ciudad de Porto Alegre, Brasil, en 2020.
La instalación que propuso el colectivo consistía en una copiosa presentación de libros, textos, catálogos y demás publicaciones que presentaban un código de color indicando la equidad o disparidad de género que presentaba cada texto. Así se señalaban en verde aquellas publicaciones con equidad de género; amarillo cuando el porcentaje de inclusión de mujeres es de entre el 30 % y el 49 %; y rojo cuando es menor a un 29 %.

#### RIP
RIP (Revisar, Investigar y Proponer) es la exposición de una investigación en curso acerca de la inequidad de género en las artes visuales en Uruguay, son antecedentes de esta acción Atlas X y Archivo X. La muestra expone de forma gráfica el género de los artistas en las distintas instituciones y/o publicaciones del campo del arte uruguayo, históricamente registrados de forma binaria (mujeres y hombres). La exposición tuvo lugar del 17 de agosto al 13 de noviembre de 2020 en el Centro Cultural España en Montevideo.
Esta acción buscó evidenciar la invisibilización sistemática hacia la mujer y otras minorías en el arte uruguayo, se exhiben gráficamente las cifras que denotan un sector marcado por el machismo y el patriarcado, por artistas hombres, blancos, de clase media-alta y con formación y/o contactos en Europa.
Asimismo, la muestra presenta una serie de entrevistas realizadas a teóricas feministas de otros países para enriquecer y aportar a la discusión sobre el tema desde lo regional. De esta forma se podía acceder en la muestra a entrevistas con las argentinas Andrea Giunta, María Laura Rosa y Kekena Corvalán; la venezolana-británica Cecilia Fajardo; las uruguayas Jacqueline Lacasa y Ángela López Ruiz; la cubana Danny Montes de Oca; la brasileña Lilia Moritz Schwarcz y las españolas Lola Díaz González y Nerea Ubieto.
A su vez, a la muestra central se incorporaron otros proyectos curatoriales, artísticos y activistas en relación con otros grupos minoritarios poco representados en la historia del arte uruguaya. En este marco se desarrollaron las exposiciones: Mirrorball, muestra sobre identidades queer, curada por Luisho Díaz; Reconstruyendo identidad, sobre artistas afrodescendientes, curada por Mayra da Silva; y Tomar la palabra, sobre pueblos originarios, curada por la artista Teresa Puppo.
Además, como corolario la exposición contó con una instalación de la reconocida artista uruguaya Margaret Whyte, titulada Ser y no estar (2020), una escultura blanda característica de su obra.

#### 8M
En el marco del Día Internacional de la Mujer, COCO realizó una intervención y acción artística en las redes sociales del Centro de Exposiciones Subte de Montevideo. La colectiva tomó el control de las redes sociales (Facebook, Instagram y Twitter) de la institución por todo el 8 de marzo, realizando una serie de publicaciones y posteos que visbilizaban a artistas mujeres uruguayas y denunciaban la fuerte ausencia de mujeres artistas a lo largo de la historia del arte uruguayo. Al final del día se podía leer una proclama que decía: “Un campo del arte tan múltiple como propio. Es momento de terminar con las lógicas patriarcales y el canon europeo-norteamericano que domina nuestro campo del arte. 8M no es un día más, no es un mes”.